# Narraga atromacularia
Narraga atromacularia är en fjärilsart som beskrevs av Herrich-Schäffer 1848. Narraga atromacularia ingår i släktet Narraga och familjen mätare. Inga underarter finns listade i Catalogue of Life.